# Ranilović
Ranilović (cyr. Раниловић) – wieś w Serbii, w okręgu szumadijskim, w gminie Aranđelovac. W 2011 roku liczyła 1462 mieszkańców.